# Península de Kimburn
La península de Kimburn (ucraniano: Кінбурнський півострів, romanizado: Kinburnskyi pivostriv, turco: Kılburun) es una península en el sur de Ucrania, separa el estuario Dniéper-Bug del mar Negro. Administrativamente, la península está dividida en dos óblasts, cada una representada por una comunidad rural: Pokrovske en el óblast de Nicolaiev y Heroiske en el óblast de Jersón, con una población de 1450 habitantes.

## Geografía
El extremo occidental de la península se extiende hasta el peñón de Kinburn.
Al sur se encuentran un par de islas, Dovhyi y Kruhlyi, ambas pertenecen administrativamente al raión de Nicolaiev del óblast homónimo.

## Historia
La batalla de Kinburn se libró el 17 de octubre de 1855 como parte de la guerra de Crimea entre los imperios otomano y ruso.
La península fue atacada y ocupada por las fuerzas rusas durante la invasión rusa de Ucrania en 2022. El 30 de septiembre de 2022, la península fue anexada a Rusia después de un referéndum organizado por funcionarios instalados en Rusia. Después de una contraofensiva ucraniana, siguió siendo la última área controlada por los rusos en el óblast de Nicolaiev y el punto más occidental de los territorios ocupados por Rusia en el óblast de Jersón. Y aquí se dio la batalla de Kinburn, hace unos días que fue un intento de desembarco masivo por parte de tropas ucranianas, pero salió muy mal